# 平将頼
平 将頼（たいら の まさより）は、平安時代中期の武将。名は将貞とも。平良将の子で平将門の弟。「御厨三郎」と称す。『尊卑分脈』では四男、『相馬系図』では長子の将持がない為に三男である。子に将兼があるとされる。将門私授下野守。

## 略歴
将門が「新皇」を僭称して関東を席巻すると下野守に任ぜられるが、天慶3年（940年）2月、将門が平貞盛・藤原秀郷らとの戦いによって敗死すると勢力は一気に瓦解し、後日将頼も相模国にて討たれた。
『将門記』によると、将門の弟達のなかではこの将頼だけが「朝臣」の称号を持っているため、国衙において何かしらの官位を持っていたと思われるが詳細は不明。

## 登場作品
テレビドラマ
- 『風と雲と虹と』（1976年、NHK大河ドラマ、演：高岡健二 （少年期：難波和宏））